# Spirostreptus specificus
Spirostreptus specificus är en mångfotingart som beskrevs av Karsch 1881. Spirostreptus specificus ingår i släktet Spirostreptus och familjen Spirostreptidae. Inga underarter finns listade i Catalogue of Life.